# Nick Jones
Ryan Nicholas Jones, detto Nick (Portland, 28 marzo 1945), è un ex cestista statunitense, professionista nella NBA e nella ABA. È il fratello di Steve Jones.

## Carriera
Venne selezionato dai San Diego Rockets al terzo giro del Draft NBA 1967 (31ª scelta assoluta).